# The Psychedelic Furs
The Psychedelic Furs é uma banda britânica de rock formada em Londres em 1977. Liderada pelo vocalista Richard Butler e seu irmão Tim Butler no baixo, os Psychedelic Furs foram uma das bandas emergidas da cena pós-punk do Reino Unido. Eles tiveram várias fases durante sua carreira, de um inicial art rock, a uma posterior aproximação da new wave e hard rock.
O grupo obteve vários sucessos no início de sua carreira. Em 1986, o cineasta John Hughes usou a canção "Pretty in Pink" em seu filme de mesmo nome. Eles entraram em hiato após uma turnê em 1992, mas voltaram a se apresentar em 2000. Lançaram Made of Rain, seu primeiro álbum de estúdio em quase trinta anos, em 31 de julho de 2020.

## Discografia

### Álbuns de estúdio
| The Psychedelic Furs                                         | - Lançamento: Fevereiro de 1980 - Gravadora: Columbia        | 18 | —  | —  | —  | —  | 140 |                         |
| Talk Talk Talk                                               | - Lançamento: Maio de 1981 - Gravadora: Columbia             | 30 | —  | —  | 8  | —  | 89  |                         |
| Forever Now                                                  | - Lançamento: Setembro de 1982 - Gravadora: Columbia         | 20 | 49 | 83 | 4  | 35 | 61  | - RIAA: ouro            |
| Mirror Moves                                                 | - Lançamento: Maio de 1984 - Gravadora: Columbia             | 15 | 97 | 16 | 5  | 26 | 43  | - MC: ouro - RIAA: ouro |
| Midnight to Midnight                                         | - Lançamento: Fevereiro de 1987 - Gravadora: Columbia        | 12 | 38 | 16 | 20 | 18 | 29  | - BPI: prata - MC: ouro |
| Book of Days                                                 | - Lançamento: Outubro de 1989 - Gravadora: Columbia          | 74 | —  | —  | —  | —  | 138 |                         |
| World Outside                                                | - Lançamento: Julho de 1991 - Gravadora: Columbia            | 68 | —  | —  | —  | —  | 140 |                         |
| Made of Rain                                                 | - Lançamento: 31 de julho de 2020 - Gravadora: Cooking Vinyl | 13 | —  | —  | —  | —  | —   |                         |
| "—" indica lançamentos que não chegaram às paradas musicais. |                                                              |    |    |    |    |    |     |                         |

### Singles
| 1979                                                                                   | "We Love You"                    | —  | —   | —  | —  | —  | 77 | —  | The Psychedelic Furs      |
| 1980                                                                                   | "Sister Europe"                  | —  | 100 | —  | 47 | —  | —  | —  | The Psychedelic Furs      |
| 1980                                                                                   | "Mr. Jones"                      | —  | —   | —  | —  | —  | —  | —  | Talk Talk Talk            |
| 1981                                                                                   | "Dumb Waiters"                   | 59 | —   | —  | —  | —  | 27 | —  | Talk Talk Talk            |
| 1981                                                                                   | "Pretty in Pink"                 | 43 | —   | —  | —  | —  | —  | —  | Talk Talk Talk            |
| 1982                                                                                   | "Love My Way"                    | 42 | 23  | —  | 9  | 44 | 40 | —  | Forever Now               |
| 1982                                                                                   | "Danger"                         | —  | —   | —  | —  | —  | —  | —  | Forever Now               |
| 1983                                                                                   | "Run and Run"                    | —  | —   | —  | —  | —  | —  | —  | Forever Now               |
| 1984                                                                                   | "Heaven"                         | 29 | —   | —  | 41 | —  | —  | —  | Mirror Moves              |
| 1984                                                                                   | "The Ghost in You"               | 68 | —   | 85 | 32 | 59 | —  | —  | Mirror Moves              |
| 1984                                                                                   | "Here Come Cowboys"              | —  | —   | —  | —  | —  | —  | —  | Mirror Moves              |
| 1984                                                                                   | "Heartbeat"                      | 62 | —   | —  | —  | —  | 4  | —  | Mirror Moves              |
| 1986                                                                                   | "Pretty in Pink"[B] (regravação) | 18 | —   | 61 | —  | 41 | —  | —  | Pretty in Pink soundtrack |
| 1987                                                                                   | "Heartbreak Beat"                | 79 | 26  | 78 | 23 | 26 | 14 | —  | Midnight to Midnight      |
| 1987                                                                                   | "Angels Don't Cry"               | 85 | —   | —  | —  | —  | —  | —  | Midnight to Midnight      |
| 1987                                                                                   | "Shock"                          | —  | —   | —  | —  | —  | 30 | —  | Midnight to Midnight      |
| 1988                                                                                   | "All That Money Wants"           | 75 | —   | —  | —  | —  | —  | 1  | All of This and Nothing   |
| 1989                                                                                   | "Should God Forget"              | —  | —   | —  | —  | —  | —  | 8  | Book of Days              |
| 1990                                                                                   | "House"                          | 92 | —   | —  | —  | —  | —  | 1  | Book of Days              |
| 1991                                                                                   | "Until She Comes"                | —  | —   | —  | —  | —  | —  | 1  | World Outside             |
| 1991                                                                                   | "Don't Be a Girl"                | —  | —   | —  | —  | —  | —  | 13 | World Outside             |
| 2020                                                                                   | "Don't Believe"[C]               | —  | —   | —  | —  | —  | —  | —  | Made of Rain              |
| "—" indica lançamentos que não chegaram às paradas ou não foram lançados naquele país. |                                  |    |     |    |    |    |    |    |                           |

Notas
- A ^ A parada Billboard Modern Rock foi criada em 1988.
- B ^ Esta versão posteriormente foi lançada como faixa bônus em alguns relançamentos de Midnight to Midnight.
- C ^ Single promocional.